# Italo Lunelli
Italo Lunelli, noto anche con lo pseudonimo di Raffaele Da Basso (Trento, 6 dicembre 1891 – Roma, 25 settembre 1960), è stato un patriota, politico, alpinista e scrittore italiano.

## Biografia

### Il periodo irredentista
Figlio di Augusto, commerciante socialista e anticlericale, e di Angela Leveghi, fu immerso sin da piccolo nell'atmosfera dell'irredentismo italiano in cui si muoveva suo padre e l'ambiente della sua famiglia.
Allo scoppio della grande guerra, come molti altri irredentisti tridentini, istriani e dalmati, varcò il confine italo-austriaco per essere pronto a combattere nelle file nell'Esercito italiano, auspicando la partecipazione al conflitto dell'Italia.
Nell'attesa che si risolvesse la diatriba politica tra neutralisti e interventisti, parteggiando naturalmente per i secondi, Italo si stabilì a Roma per iscriversi alla facoltà di Lettere dell'Ateneo capitolino. Trascorse l'anno di neutralità italiana studiando e, quale valente alpinista, fu tra i fondatori della SUSAT, la Sezione Universitaria della Società alpinisti tridentini, all'epoca fortemente frequentata dagli esuli irredentisti. Naturalmente prese anche parte agli scontri tra studenti universitari interventisti e neutralisti che si verificarono a Roma e in altre università italiane, a cavallo tra il 1914 e il 1915.

### La Grande guerra
Dopo la dichiarazione di guerra all'Austria-Ungheria del 23 maggio 1915, Lunelli fu finalmente arruolato come volontario, sotto la falsa identità di "Raffaele Da Basso". Tale precauzione era adottata dalle autorità italiane al fine di evitare che gli irredentisti provenienti dall'Impero austro-ungarico, eventualmente catturati dal nemico durante i combattimenti, venissero individuati e fucilati quali disertori o fatti segno di ritorsioni nei confronti delle famiglie.
Completato il corso d'istruzione militare, con la nomina ad aspirante ufficiale, venne assegnato al 7º Reggimento alpini. Nel gennaio del 1916 ha un ruolo fondamentale nella spericolata azione di graduale conquista delle impervie cime che compongono il gruppo di Cima Undici, ideata e diretta dal capitano cadorino Giovanni Sala: da tali cime partirà il celebre assalto al Passo della Sentinella, da parte del capitano Sala e dei suoi Mascabroni, assalto a cui Lunelli prenderà parte salendo dal Creston Popera e posizionandosi sul Pianoro del Dito, chiudendo la posizione in una morsa. Tale complessa e ardita operazione gli valse la Medaglia d' argento al Valor Militare (poi commutata in medaglia d'oro nel dopoguerra grazie all'interessamento della vedova di Cesare Battisti con cui era entrato in amicizia), alla quale se ne aggiunse una seconda conseguita per le sue azioni durante la ritirata di Caporetto, quando difese strenuamente la postazione di monte Fontanel, sul massiccio del Grappa, per consentire la ritirata oltre il Piave. Ritrovatosi completamente circondato e con soli 15 superstiti della sua 148ª compagnia (Battaglione Monte Pavione), riuscì a portarli in salvo, raggiungendo le linee italiane, attraverso una rocambolesca fuga notturna sul versante della val Calcino.
Passato nel 52º Reparto d'Assalto Alpino, continuò ad operare sui monti del Cadore fino al termine del conflitto, meritando un encomio solenne e una Croce di guerra.

### Il Fascismo
Congedato nell'agosto 1919 e insoddisfatto per la "vittoria mutilata", Lunelli si aggregò alla Legione trentina guidata dal capitano Giuseppe Piffer, che giunse a Fiume nella notte del 12 settembre, unendosi ai Legionari di Gabriele D'Annunzio nell'Impresa di Fiume, conclusasi con il fratricida Natale di sangue.
Tornato a Roma, concluse il corso di studi e si laureò in Lettere, contemporaneamente immatricolandosi all'Università di Bologna nella Facoltà di Legge. Nell'ottobre del 1923 aderì al Partito Nazionale Fascista nelle cui liste fu eletto deputato, restando in Parlamento per quattro legislature consecutive, dal 1924 al 1943.
Oltre al seggio parlamentare, Lunelli ricoprì importanti cariche politiche, amministrative e culturali. Fu segretario federale della sezione trentina del Partito Nazionale fascista, podestà di Rovereto, direttore della Biblioteca civica di Trento, presidente del comitato di Trento dell'Istituto per la storia del Risorgimento italiano e consigliere nazionale per la Corporazione viti-vinicola e olearia.
Con l'affievolirsi della spinta rivoluzionaria del Fascismo che negli anni trenta si trasformò gradualmente in forza mediatrice e di governo, parzialmente abbandonando le originarie ideologie patriottico-risorgimentali, anche la posizione di Lunelli si fece via via più critica e distaccata dal nuovo corso del PNF.
Nel novembre del 1939 le sue iniziative risultarono talmente divergenti dalle direttive del partito che fu sospeso da ogni attività politica "per aver ripetutamente assunto atteggiamenti in contrasto con le più elementari norme di disciplina fascista". Tuttavia le gerarchie non osarono destituirlo dall'ufficio parlamentare, né da consigliere nazionale alla Camera dei Fasci e delle Corporazioni, nel timore di sollevare malumori nell'opinione pubblica e nelle associazioni degli Arditi e degli Alpini.
Fu lo stesso Lunelli a togliere il PNF da ogni imbarazzo, chiedendo di nuovamente arruolarsi allo scoppio della Seconda guerra mondiale.

### La Seconda guerra mondiale e il dopoguerra
Reintegrato nell'Esercito nel 1940, con il grado di maggiore, fu inviato sul fronte francese e, in seguito, su quello greco-albanese.
Nel dicembre del 1941 contrasse il tifo e, fortemente debilitato dalla malattia, venne rimpatriato nel marzo 1942, per sottoporsi a un lungo periodo di cura e convalescenza che lo tenne lontano dai combattimenti fino al termine del conflitto. 

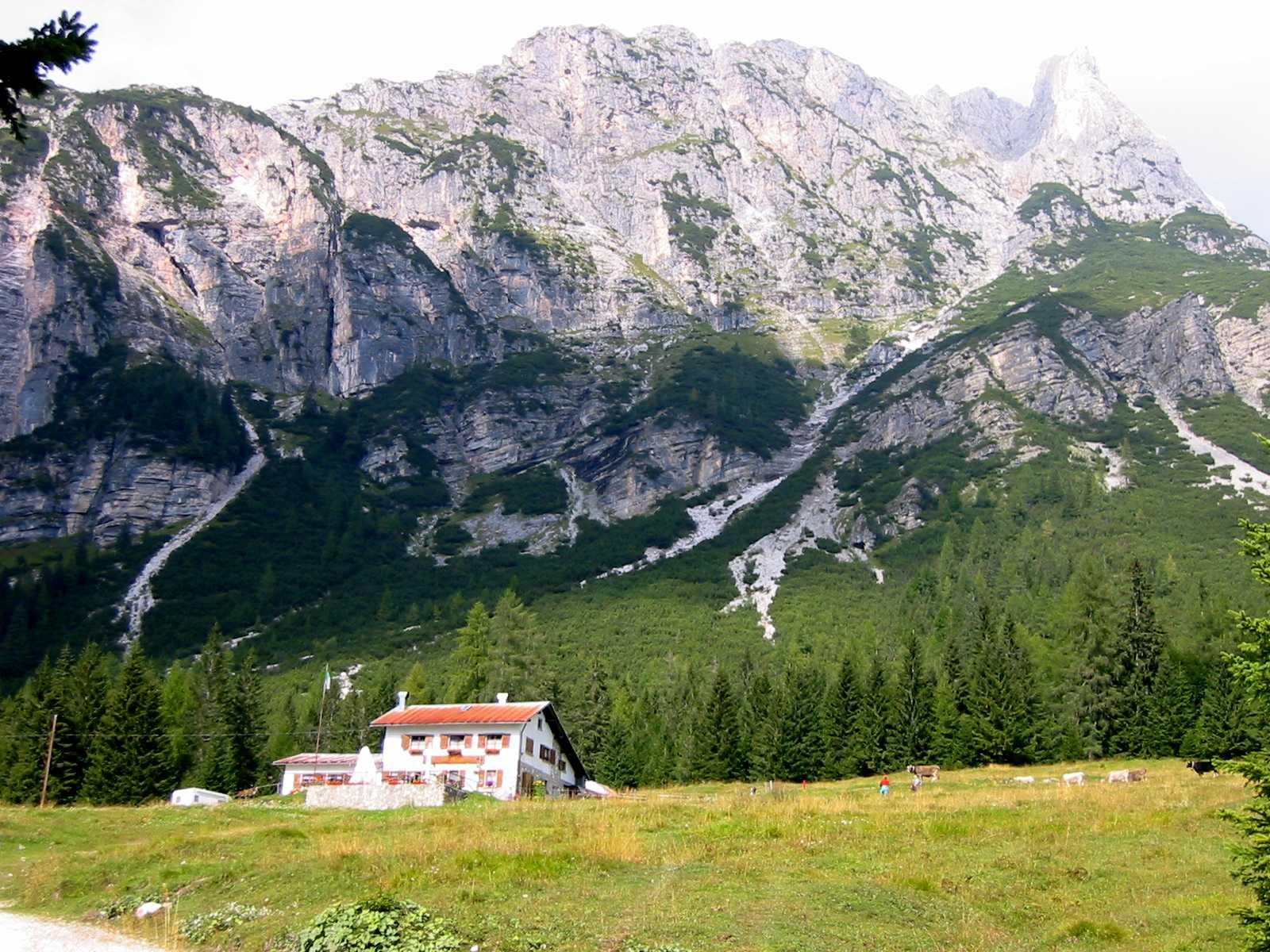
Rifugio "Italo Lunelli" nella conca di Selvapiana

Durante la convalescenza, trascorsa a Ozzano dell'Emilia, con la moglie e le due figlie, si dedicò principalmente alla sua attività di scrittore e giornalista. Se la sua prestanza fisica risultava intaccata dagli anni e dalla malattia, il suo coraggio non ne risentì. Il 28 maggio 1944, dalla Milano occupata dai Nazisti, lanciò una pesante apostrofe contro la germanizzazione delle truppe della RSI e, particolarmente, contro la formazione del CST: «Poveri ragazzi quei che obbligati furono, ma vergogna per coloro che di lor voglia si sono abbassati così vilmente, senza alcun decoro».
Dopo il conflitto, Lunelli venne processato e condannato a 10 anni di reclusione per i suoi trascorsi fascisti. Amnistiato, si ritirò dall'attività politica, dedicandosi alla professione forense, alla scrittura di saggi storici e naturalistici e alle iniziative dell'Associazione Nazionale Alpini.
Alla sua morte gli vennero tributate solenni onoranze funebri, dovute al suo rango di eroe di guerra, e alla sua memoria sono titolati il "Rifugio Italo Lunelli" in località Selvapiana nella valle di Comelico Superiore, ai piedi del Passo della Sentinella, e la sezione Alpini di Ottawa.

## Opere
- Dalmazia che piange a fiotti e a canti, Fiume, 1919
- Cos'è il fascismo?, Trento, 1924
- Riforma costituzionale fascista. Cosa insegnano le costituzioni moderne?, Milano, 1937
- La Biblioteca comunale di Trento, Trento, 1937
- Introduzione in Repertori dei documenti per la storia del Risorgimento, Roma 1937 (estr. da Rass. stor. del Risorgimento, XXIV [1937], 7)
- Historia magistra vitae, Trento, 1938
- Con l'11° Alpini sul fronte occidentale, Trento, 1940
- Relazione, in Atti del XXIV Congresso di storia del Risorgimento italiano, Venezia (1936, Roma 1941, pp. LXIX s.)
- Pagine della nostra fede: Italia e Germania di fronte all'Europa, Varese, 1942
- In difesa della verità, Bologna, 1952
- Il miracolo delle rose. Leggenda delle Dolomiti di Brenta, Varese, 1954
- Finirla coi tentativi di mutilare una vittoria alpina. Lettera aperta al dott. Sala, Roma, 1960.